# Panchajanya

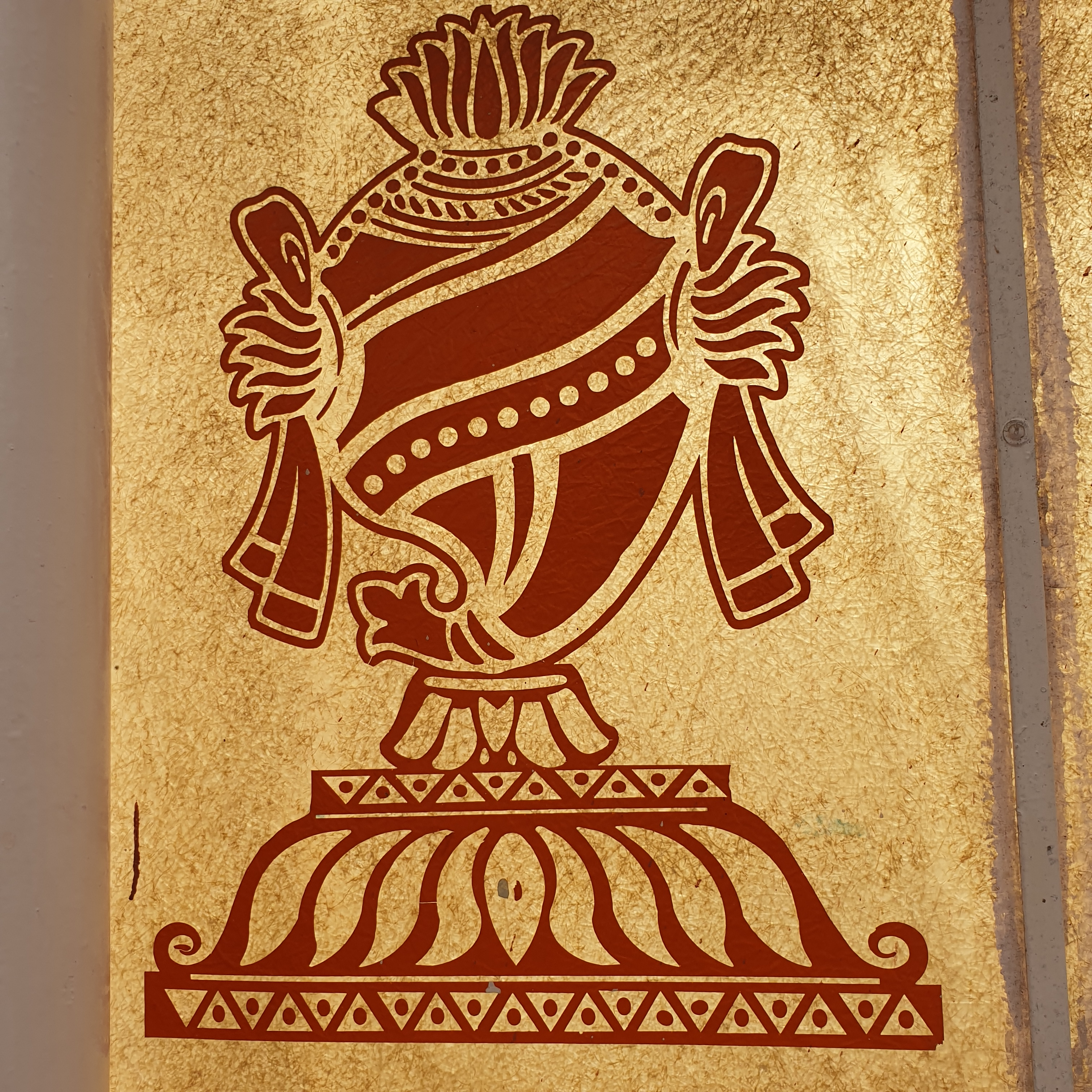
Iconografía del Panchajanya en la pared de un templo.

Panchajanya (en sánscrito: पाञ्चजन्य, romanizado: Pāñcajanya) es el shankha (caracola) de la deidad hindú preservadora Vishnu, uno de sus cuatro atributos principales. El Panchajanya simboliza los cinco elementos, y se considera que produce el sonido primigenio de la creación cuando se sopla.

## Literatura

### Mahabharata
Según el Mahabharata, se afirma que Vishnu mató a un daitya (miembro de un clan de asuras) llamado Panchajana en una montaña llamada Chakravan,  construido por Vishvakarma, y se apoderó de la caracola en la que había vivido Panchajana. La caracola debe su nombre a la daitya.

### Bhagavad Gita
En el Bhagavad-gītā, se menciona el Panchajanya:

Entonces, el Señor Krishna sopló su caracola, llamada Pancajanya; Arjuna sopló la suya, la Devadatta; y Bhima, el voraz comedor y ejecutor de tareas extremadamente difíciles, sopló su terrible caracola llamada Paundram
Bhagavad Gita, capítulo 1, verso 15

### Skanda Purana
El Skanda-purana presenta dos leyendas sobre el origen de la caracola.
Se menciona que el Panchajanya se encuentra entre las diversas sustancias y seres que surgieron durante el Batido del océano de leche:

Luego salió el arco Śārṅga, la deidad que preside todas las armas. Luego surgió Pāñcajanya, la caracola, deidad suprema de todos los instrumentos musicales.
Skanda-purana, Vasudeva Mahatmya, capítulo 12, verso 14

En otra leyenda, Sandipani, el gurú de Krishna, Balarama, Sudama y Uddhava, afirma que su hijo fue tragado por una ballena en Prabhasa mientras él estaba de peregrinaje, y busca su regreso como su Dakshina (honorario). Se dice que el propio Océano informó a Krishna de la existencia de un gran daitya llamado Panchajana que habitaba en sus profundidades y que se había tragado al niño. Krishna mató al daitya, que tenía forma de ballena, y se apoderó del Panchajanya de su interior, que antes había pertenecido a Varuna. Al no encontrar al hijo de su gurú, descendió hasta Naraka con Balarama y exigió su devolución. Iama y Chitragupta lucharon contra las deidades hasta que Brahma intervino, e instó a Yama a devolver la vida al muchacho. Cumplido su deseo, Brahma elogió a Krishna, incitándole a soplar su caracola:

El sonido de la caracola propició la liberación de los hombres que habían cometido actividades pecaminosas y, por tanto, habían sido relegados a los infiernos. Debido al sonido de la caracola y al recuerdo de Acyuta, todos ellos subieron a carros aéreos divinos y fueron al cielo. Esa región (del infierno) se convirtió en un vacío, debido al contacto con Nārāyaṇa.
Skanda-purana. Avantiksetra Mahatmya, capítulo 1, versos 101 - 102

Krishna y Balarama devolvieron entonces el hijo a su padre, que se alegró sorprendido y aclamó sus nombres.